# Слободской сельсовет (Нижегородская область)
Слободско́й сельсовет — упразднённое сельское поселение в составе Кстовского района Нижегородской области России.
Административный центр — деревня Подлёсово.
Законом Нижегородской области от 10 декабря 2021 года № 137-З к 23 декабря того же года муниципальный район был преобразован в муниципальный округ, сельское поселение упразднено.

## История
Территория будущего Слободского сельсовета в XIV—XV веках входила в состав Нижегородско-Суздальского великого княжества, а после его поглощения Московским государством, стала частью Нижегородского уезда. К концу XVI века эти земли относились к Закудемскому стану. В начале XVII века существовало посопное село Слободское (посоп — оброк зерном).
Согласно «Атласу Всероссийской империи И. К. Кириллова 1722—1737 годов», все пять населённых пунктов, ныне входящих в Слободской сельсовет: сёла Подлёсово и Слободское, деревни Борок, Спирино и Шмойлово, — существовали к началу XVIII века.
К 1860-м годам лишь деревня Спирино являлась государственной, а сёла Подлёсово, Слободское, деревни Борок и Шмойлово принадлежали помещикам. После крестьянской реформы указанные селения стали частью Слободской волости.
После Октябрьской революции вместо сельских обществ на территории Слободской волости образуются сельские советы. В частности, возникают Подлёсовский и Слободской сельсоветы.
К 1927 году Слободская волость была упразднена наряду с Покровской, Семетской и Чернухинской, а их селения вошли в состав укрупнённой Борисово-Покровской волости.
В июне 1929 году в ходе ликвидации волостей Борисово-Покровская волость была ликвидирована, а ее территория разделена между Борисово-Покровским и Работкинским районами. Подлёсовский и Слободской сельсоветы первоначально вошли в состав Работкинского района, но уже в августе 1929 года Подлёсовский сельсовет перешёл в состав Борисово-Покровского района.
27 июля 1931 году Борисово-Покровский район был упразднён, а Подлёсовский сельсовет вернулся в состав Работкинского района.
В июне 1954 года Подлёсовский сельсовет был ликвидирован, а его селения вошли в состав Слободского сельсовета. Кроме того, в Слободской сельсовет вошли территория Шерменевского и часть территории Варварского сельсоветов.
В 1962 году в результате упразднения Работкинского района Слободский сельсовет вошёл в состав Кстовского района. В этот же год из Слободского сельсовета был выделен Ляписский сельсовет.
Современные статус и границы сельского поселения Слободской сельсовет были установлены Законом Нижегородской области от 15 июня 2004 года № 60-З «О наделении муниципальных образований — городов, рабочих посёлков и сельсоветов Нижегородской области статусом городского, сельского поселения».

## Население
| 2002  | 2010  | 2012  | 2013  | 2014  | 2015  | 2016  |
| ----- | ----- | ----- | ----- | ----- | ----- | ----- |
| 1658  | ↗1703 | ↗1718 | ↘1682 | ↘1640 | ↘1632 | ↗1666 |
| 2017  | 2018  | 2019  | 2020  | 2021  |       |       |
| ↗1681 | ↘1663 | ↘1648 | ↘1622 | ↘1482 |       |       |

## Состав сельского поселения
| № | Населённый пункт | Тип населённого пункта          | Население |
| - | ---------------- | ------------------------------- | --------- |
| 1 | Горный Борок     | деревня                         | ↗56       |
| 2 | Подлёсово        | деревня, административный центр | ↘1163     |
| 3 | Слободское       | село                            | ↘417      |
| 4 | Спирино          | деревня                         | ↗20       |
| 5 | Шмойлово         | деревня                         | ↗47       |